# جيرمان مورين (مؤرخ)
جيرمان مورين (بالفرنسية: Germain Morin)‏ هو مؤرخ فرنسي، ولد في 1861 في كاين في فرنسا، وتوفي في 1946.